# Aiton (Cluj)
Pour les articles homonymes, voir Aiton (homonymie).
Aiton est une commune de Transylvanie, en Roumanie, dans le județ de Cluj. Elle est composée des villages Aiton et Rediu.